# Cary Baynes
Cary Baynes, nacida como Cary Fink, así como inicialmente Cary de Angulo (1883-1977), fue una psicóloga y traductora junguiana estadounidense. Tradujo varias obras de Jung, así como la versión del I Ching de Richard Wilhelm.

## Obras
- (tr. con H. G. Baynes) Contributions to Analytical Psychology de Carl Gustav Jung. London: Routledge and Kegan Paul, 1928.
- (tr.) The Secret of the Golden Flower de Lü Dongbin. London: K. Paul, Trench, Trubner, 1931. Traducido de la traducción alemana por Richard Wilhelm, con un comentario europeo de Carl Jung.
- (tr. con W. S. Dell) Modern Man in Search of a Soul de Carl Jung. London: K. Paul, Trench, Trubner & Co., 1933.
- (tr. con H. G. Baynes) Two Essays on Analytical Psychology. New York: Dodd, Mead and Co., 1928.
- (tr.) The I Ching, or, Book of Changes. New York: Pantheon Books, 1950. La traducción de Richard Wilhelm traducida al inglés. Prólogo de Carl Jung.
- (tr.) Change: Eight Lectures on the I Ching de Hellmut Wilhelm. Princeton: Princeton University Press, 1960.